# Hawaii 5-0
Hawaii 5-0 (též Havaj 5-0, v anglickém originále Hawaii Five-0) je americký akční kriminální televizní seriál americké televizní stanice CBS, který se vysílá od 20. září 2010. Jedná se o remake seriálu Hawaii Five-O vysílaného v USA v letech 1968-1980. Seriál se začal vysílat přesně 42 let od premiéry původního seriálu. Ačkoli základní děj a postavy jsou podobné, je tento seriál zčásti odlišný. Jak vypovídá název seriálu, děj se odehrává na Havajských ostrovech. Seriál popisuje práci speciální jednotky Five-0, která je založena havajskou guvernérkou. Jednotka Five-0 řeší závažné kriminální případy od teroristických útoků až po vraždy a únosy.
Stanice objednala produkci desáté (finálové) řady v květnu 2019. Ta měla premiéru dne 27. září 2019.

## Děj
Důstojník amerického námořnictva velitel Steve McGarrett se vrací domů na Havaj, aby vyšetřil vraždu svého otce. Guvernérka mu nabídne, aby si sestavil vlastní vyšetřovatelský tým, který má imunitu, prostředky a nemusí dodržovat běžná pravidla. Dále se objevuje detektiv Danny Williams z New Jersey, který má vyšetřovat smrt Stevova otce. Poté, co Steve přebere případ a nemá koho přizvat do svého speciálního týmu, tak se rozhodne pro Dannyho, se kterým se zprvu nemají rádi. Při vyšetřování narazí na bývalého policistu a policejního "svěřence" Stevova otce China Ho Kellyho, který byl falešně obviněn z korupce. Steve se rozhodne, že i jeho přizve do svého týmu. Dalším členem týmu se stává Chinova sestřenice Kono Kalakaua, která nedávno dostudovala policejní akademii. Stejně jako v původním seriálu, seriál protíná dějová linie mezi Stevem a hlavním "záporákem" Wo Fatem, který ovládá místní podsvětí a stojí za vraždou Stevových rodičů. V průběhu seriálu se je poodhalena skutečnost, že guvernérka s Wo Fatem spolupracuje či skutečnost, že Stevova matka stále žije. Kromě toho, tým vyšetřuje různé závažné zločiny, jako jsou teroristické činy, únosy, vraždy apod. V dalších sériích se k týmu přidává Stevova přítelkyně z námořnictva Catherine Rollins a také bývalý velitel SWATu z Chicaga Lou Grover.

## Řady a díly
| Řada | Díly | Premiéra v USA | Premiéra v USA  | Premiéra v ČR      | Premiéra v ČR      |
| Řada | Díly | První díl      | Poslední díl    | První díl          | Poslední díl       |
| ---- | ---- | -------------- | --------------- | ------------------ | ------------------ |
| 1    | 24   | 20. září 2010  | 16. května 2011 | 25. srpna 2011     | 14. listopadu 2011 |
| 2    | 23   | 19. září 2011  | 14. května 2012 | 1. května 2013     | 25. ledna 2014     |
| 3    | 24   | 24. září 2012  | 20. května 2013 | 19. března 2014    | 27. srpna 2014     |
| 4    | 22   | 27. září 2013  | 9. května 2014  | 25. února 2015     | 23. července 2015  |
| 5    | 25   | 26. září 2014  | 8. května 2015  | 28. listopadu 2015 | 10. listopadu 2015 |
| 6    | 25   | 25. září 2015  | 13. května 2016 | 14. července 2017  | 29. prosince 2017  |
| 7    | 25   | 23. září 2016  | 12. května 2017 | 5. ledna 2018      | 26. listopadu 2018 |
| 8    | 25   | 29. září 2017  | 18. května 2018 | 27. listopadu 2018 | 31. prosince 2018  |
| 9    | 25   | 28. září 2018  | 17. května 2019 | 2. září 2019       | 4. října 2019      |
| 10   | 22   | 27. září 2019  | 3. dubna 2020   | 9. srpna 2021      | 7. září 2021       |

## Postavy

### Steve McGarrett
Velitel Steve McGarrett (Alex O'Loughlin) je bývalý voják Navy Seal v americkém námořnictvu. Během svých misí v zahraničí pronásledoval teroristy po celém světě, což se projevuje na jeho vyšetřování. V seriálu se stává zakladatelem speciální jednotky Five-0. Vyznačuje se svým neortodoxním přístupem k vyšetřování, což je v rozporu se správným přístupem jeho parťáka Dannyho Williamse. Je velice fyzicky zdatný a umí několik bojových umění. Své dětství strávil na Havajských ostrovech se svými rodiči a sestrou. Když mu bylo patnáct let, jeho matka údajně zemřela při autonehodě a jeho otec ho poslal na výcvik k námořnictvu ke svému příteli Joe Whitetovi. Kromě toho umí plynně havajsky a čínsky. V seriálu se jeví jako dokonalý a neohrožený bojovník proti zločinu a proto ho Danny nazývá supermanem.

### Danny Williams
Danny Williams (Scott Caan) je policejním detektivem z New Jersey. Na Havajské ostrovy se přistěhoval, aby mohl navštěvovat svou malou dceru Grace, která zde bydlí s Dannyho bývalou ženou Rachel a přítelem Stanem. Dannyho případ na Havajských ostrovech, byla smrt Johna McGarretta - Stevova otce. Poté, co Steve převzal případ, přijal Dannyho do Five-0. Ze začátku se Danny a Steve moc rádi neměli, ale během seriálu se z nich stávají nejlepší přátelé. I přesto je v seriálu nespočet hádek mezi těmito postavy doplněných Dannyho vtipnými komentáři. Když byla jeho dcera malá, tak neuměla vyslovit jeho jméno a proto mu říkala Danno. Toto pojmenování se stalo Dannyho přezdívkou, kterou používá zejména Steve ve slavné hlášce "Book'em Danno!" ("Zašij ho Danno!").

### Chin Ho Kelly
Detektiv poručík Chin Ho Kelly (Daniel Dae Kim) je bývalým místním policistou, který byl svěřencem Stevova otce Johna McGarretta. Bohužel byl falešně obviněn z korupce a proto odešel od policie. Se Stevem se znali už ze střední školy a proto se Steve rozhodl, že ho přijme do svého týmu. Postupem času se odhaluje Chinova nevina a dostane možnost vrátit se k policii, to ovšem nepřijme.

### Kono Kalakaua
Kono Kalakaua (Grace Park) je sestřenice China Ho Kellyho. Krátce poté, co dostudovala policejní akademii, jí Steve na návrh China také bere pod svou ochranu. V týmu nejlépe ovládá moderní technologie a také umí bojové umění.

### Catherine Rollins
Poručík Catherine Rollins (Michelle Borth) sloužila spolu se Stevem u námořnictva, kde se i poznali. Steve jí často prosí o různé laskavosti, např. použití vojenského satelitu k lokalizaci podezřelého. Postupně spolu v seriálu navazují milostný vztah a poté co Catherine odchází od námořnictva, jí Steve ve čtvrté sérii také přijme do svého týmu. Ovšem jen na krátkou dobu, protože na konci této série Catherine odjíždí pomoci svým přátelům do Afghánistánu.

### Lou Grover
Kapitán Lou Grover (Chi McBride) je šéfem SWATu z Chicaga. Se svojí rodinou se přestěhoval na Havajské ostrovy, protože ho propustili z práce. Když se poprvé ve čtvrté sérii setkal s týmem, nelíbilo se mu, že neustále porušují pravidla a že si mnoho věcí dělají po svém a proto si ze začátku spolu nesedli. Během této série se spolu usmířili a stali se přáteli. Poté, co na konci čtvrté série dostal ze SWATu výpověď, když zachraňoval svou dceru, mu Steve nabídl místo v jejich týmu.

### Max Bergman
Doktor Max Bergman (Masi Oka) je soudní patolog. Od druhé do poloviny sedmé série byl hlavní postavou.

### Jerry Ortega
Jerry Ortega (Jorge Garcia) se poprvé objevil až ve čtvrté sérii a v páté sérii se stal hlavní postavou. Od druhé poloviny sedmé série je členem týmu.

## Zajímavosti
- Název týmu Five-0 (pět-nula) je tedy jiné označení čísla 50, které uvádí, že stát Havaj je padesátým federálním státem USA. V seriálu tuto označení měl i fotbalový dres hlavní postavy Steva McGarretta v epizodě 01x03.
- Téměř všechny názvy epizod tohoto seriálu kromě pilotního dílu a epizody "Hookman" jsou symbolicky v havajštině.